# Ma Belle, My Beauty

Ma Belle, My Beauty est un film dramatique américain réalisé par Marion Hill, sorti en 2021. 

## Fiche technique
- Titre original : Ma Belle, My Beauty
- Titre français : Ma Belle, My Beauty
- Réalisation : Marion Hill
- Scénario : Marion Hill
- Musique : Mahmoud Chouki
- Montage : Marion Hill
- Photographie : Lauren Guiteras
- Production : Marion Hill, Ben Matheny, Kelsey Scult et Zaferhan Yumru
- Sociétés de production : EFI Productions
- Société de distribution : Good Deed Entertainment et WaZabi Films
- Pays d'origine :  États-Unis
- Langues originales : anglais
- Genre : drame
- Durée : 93 minutes
- Dates de sortie : 
  - Etats-Unis : 20 août 2021

## Distribution
- Idella Johnson : Bertie
- Hannah Pepper : Lane
- Lucien Guignard : Fred
- Sivan Noam Shimon : Noa